# Rue de la Madeleine (Liège)
Pour les articles homonymes, voir Rue de la Madeleine.
La rue de la Madeleine est une ancienne rue de commerce du centre historique de la ville de Liège (Belgique) reliant la rue Léopold à la rue de la Cathédrale. 

## Toponymie
Mentionnée déjà au XIIe siècle, la rue reliait initialement la place Saint-Lambert aux bords de la Meuse en amont du pont des Arches via l'actuelle rue du Rêwe. Le quartier de la Madeleine était connu pour être un quartier populaire du centre de la ville. Le percement de la rue Léopold en 1876 a modifié la partie nord de la rue. 
L'église de la Madeleine qui donna son nom à la rue et au quartier se trouvait en face du carrefour avec la rue Lombard. Elle datait au moins du XIIe siècle et fut détruite par un incendie en 1858. Déjà abandonnée depuis la révolution de la fin du XVIIIe siècle, elle ne fut pas reconstruite. Les deux immeubles bâtis à cet endroit durent être détruits à la suite d'une explosion due au gaz de la rue Léopold en janvier 2010.

## Description
Cette rue pavée d'une longueur de 163 m est assez étroite (largeur d'environ 7,5 m). Elle compte de nombreux commerces et applique un sens unique de circulation automobile de la rue Léopold vers la rue de la Cathédrale.

## Patrimoine
Les plus anciens immeubles datent de la fin du XVIIe siècle, du XVIIIe siècle et du XIXe siècle. Les immeubles les plus remarquables se situent aux nos 12, 16, 18, 20 et 22.
L'immeuble de coin avec la rue Jamin-Saint-Roch possède quelques éléments de style Art nouveau et celui situé au no 33 arbore des têtes sculptées dans la pierre ainsi qu'un imposant bow-window au deuxième étage.

## Voiries adjacentes
- Rue Léopold
- Rue Lombard
- Rue Jamin-Saint-Roch
- Rue de Gueldre
- Rue de la Cathédrale
- Rue du Rêwe

### Source et lien externe
- Claude Warzée, « La rue Léopold (quartier de la Madeleine) », sur Histoires de Liège, 17 juillet 2014 (consulté le 7 août 2023)